# Manuel Camino Martínez
Manuel Camino Martínez (Laguna de Negrillos, 23 d'agost de 1953) és un empresari immobiliari i dirigent esportiu lleonès. Ha estat president i major accionista de la Unió Esportiva Sant Andreu del 2011 al 2014, i del 2015 fins al 2024.
Camino va néixer al poble lleonès de Laguna de Negrillos el 1953, però de jove es traslladà a Catalunya per estudiar a l'Escola de Nàutica de Barcelona. Tot i que durant uns anys va ser capità de la Marina mercant, professionalment acabà dedicant-se a la promoció immobiliària. L'any 1981 va adquirir La Giralda de l'Arboç, edifici d'estil àrab rèplica de la Giralda de Sevilla, i en promogué i finançà la seva restauració.
Com a dirigent esportiu, Camino es convertí en president de la Unió Esportiva Sant Andreu l'any 2011 en adquirir la majòria d'accions del club al que també fou president andreuenc Joan Gaspart Solves. Anteriorment, Camino havia estat directiu de relacions institucionals i patrocinador del club. L'any 2014 va vendre el club a la brasilera Dinorah Santa Ana, però un any més tard en va recuperar la propietat i presidència.
El novembre de 2024 es va anunciar que Camino havia venut una participació majoritària de les accions del club a la multinacional japonesa Taica Corporation. El seu president, Taito Suzuki, va passar a exercir la responsabilitat de les decisions econòmiques i esportives del club barceloní, mentre Camino en conservava la presidència i la representació institucional.